# L'Île surgie de la mer
L'Île surgie de la mer est le dixième roman de la série Les Conquérants de l'impossible écrite par Philippe Ébly. Ce roman a été édité pour la première fois en 1977 chez Hachette dans la collection Bibliothèque verte. 
L'épisode suivant est Le Robot qui vivait sa vie.

## Résumé
Les trois « Conquérants de l'Impossible » Serge, Xolotl et Thibaut souhaitent se rendre au Brésil pour rejoindre le père de Serge. Comme ils ne sont pas pressés et que le voyage est beaucoup moins onéreux par mer que par avion, ils choisissent comme moyen de transport un cargo mixte qui propose quelques places pour des passagers en plus de son transport de fret habituel.
Dès le début, les choses se passent bizarrement, avec une agence de voyages assez miteuse, un départ très en retard, un capitaine mystérieux, apparemment malade, que l'on ne voit jamais ou presque, un second qui ne sait pas faire le point, etc. Le cargo heurte un récif et fait naufrage. L'équipage embarque dans une chaloupe et les trois aventuriers choisissent de rester ensemble et de prendre le youyou. Une fois en mer, l'autre chaloupe disparaît sous leurs yeux tandis que surgit littéralement de la mer une île de proportion respectable. Ils sont entrés dans une zone de lumière déphasée qui rend cette île invisible. De puissants champs magnétiques éloignent également les boussoles et compas. Dans la mesure où le cargo naviguait à l'aveugle, avec son capitaine malade et son second incompétent, le cargo a donc heurté les récifs qui entourent l'île.
Quand les naufragés abordent l'île, ils ont la surprise de s'entendre interpeller en latin...

### Dénouement
Ils finissent par comprendre qu'ils ont abordé la mythologique Atlantide. Après diverses aventures, la découverte de la civilisation atlante, la rencontre avec le roi semi-divin Ténès, ils seront confrontés à une révolte d'esclaves qui dépose Ténès et contraint les trois aventuriers à fuir avec lui.

## Les différentes éditions
- 1977 : Hachette, Bibliothèque verte, cartonné, texte original. Illustrations de Yvon Le Gall. 190 p.  (ISBN 2-01-003351-5)
- 1984 : Hachette, Bibliothèque verte, cartonné (série hachurée). Illustrations d'Arias Crespo.
- 1993 : Hachette, Bibliothèque verte, format poche souple, texte original. Illustrations d'Erik Juszezak. 222 p.  (ISBN 2-01-021329-7)
- 2003 : Éditions Degliame, collection : Le cadran bleu : science-fiction ; no 37, souple, texte original. Illustrations de Philippe Munch, 167 p.  (ISBN 2-914088-34-5)